# Корытово (Владимирская область)
Корытово — деревня в Киржачском районе Владимирской области России, входит в состав Кипревского сельского поселения. 

## География
Деревня расположена в 11 км на юго-запад от центра поселения деревни Кипрево и в 3 км на восток от райцентра города Киржач.

## История
Деревня впервые упоминается в сотной выписи 1562 года, в ней значился 1 двор крестьянский.
В XIX — начале XX века деревня входила в состав Лукьянцевской волости Покровского уезда, с 1926 года — в составе Киржачской волости Александровского уезда. В 1859 году в деревне числилось 30 дворов, в 1905 году — 52 двора, в 1926 году — 60 дворов.
С 1858 года в деревне располагался кирпичный завод Бр. Семёна и Ивана Никитичей Калмыковых. По данным на 1900 год, на заводе работало 50 рабочих. По данным на 1905 год, завод продолжал работать.
С 1929 года деревня являлась центром Корытовского сельсовета Киржачского района, с 1959 года — в составе Лукьянцевского сельсовета, с 1971 года — в составе Кипревского сельсовета, с 2005 года — в составе Кипревского сельского поселения.

## Население
| 1859 | 1905 | 1926 | 2002 | 2010 | 2021 |
| ---- | ---- | ---- | ---- | ---- | ---- |
| 190  | ↗310 | ↘285 | ↘44  | ↗53  | ↗95  |